# Paraphlomis
Paraphlomis, biljni erod medićevki smješten u vlastiti tribus Paraphlomideae, dio potporodice Lamioideae.  biljaka iz porodice usnača. Tribus je nekada sastojao od tri roda od kojih je danas priznat jedino Paraphlomis, dok su ostale vrste iz rodova Ajugoides i Matsumurella, uključene u njega u kolovozu 2024.  U rod je danas uključeno 48 vrsta 

## Vrste
1. Paraphlomis albida¨ Hand.-Mazz.
2. Paraphlomis albiflora¨ (Hemsl.) Hand.-Mazz.
3. Paraphlomis albotomentosa¨ C.Y.Wu
4. Paraphlomis baiwanensis¨ W.Y.Zhao, Y.P.Chen & Q.Fan
5. Paraphlomis breviflora¨ B.Y.Ding, Y.L.Xu & Z.H.Chen
6. Paraphlomis brevifolia¨ C.Y.Wu & H.W.Li
7. Paraphlomis caloneura¨ K.J.Yan, Y.P.Chen & Y.Feng Huang; otkrivena 2023
8. Paraphlomis cauliflora¨ S.S.Ying; privremeno prihvaćen naziv
9. Paraphlomis chinensis¨ (Benth.) J.C.Yuan, Y.P.Chen & C.L.Xiang; isključena 2024 iz roda Matsumurella
10. Paraphlomis coronata¨ (Vaniot) Y.P.Chen & C.L.Xiang
11. Paraphlomis foliata¨ (Dunn) C.Y.Wu & H.W.Li
12. Paraphlomis formosana¨ (Hayata) T.H.Hsieh & T.C.Huang
13. Paraphlomis hirsutissima¨ C.Y.Wu & H.W.Li
14. Paraphlomis hispida¨ C.Y.Wu
15. Paraphlomis hsiwenii¨ Y.P.Chen & Xiong Li
16. Paraphlomis humilis¨ (Miq.) J.C.Yuan, Y.P.Chen & C.L.Xiang; isključena 2024. iz roda Ajugoides
17. Paraphlomis intermedia¨ C.Y.Wu & H.W.Li
18. Paraphlomis javanica¨ (Blume) Prain
19. Paraphlomis jiangyongensis¨ X.L.Yu & A.Liu
20. Paraphlomis jinggangshanensis¨ Boufford, W.B.Liao & W.Y.Zhao
21. Paraphlomis koreana¨ S.C.Ko & G.Y.Chung
22. Paraphlomis kuankuoshuiensis¨ R.B.Zhang, D.Tan & C.B.Ma
23. Paraphlomis kwangtungensis¨ C.Y.Wu & H.W.Li
24. Paraphlomis lanceolata¨ Hand.-Mazz.
25. Paraphlomis lancidentata¨ Y.Z.Sun
26. Paraphlomis longicalyx¨ Y.P.Chen & C.L.Xiang
27. Paraphlomis membranacea¨ C.Y.Wu & H.W.Li
28. Paraphlomis montigena¨ (X.H.Guo & S.B.Zhou) J.C.Yuan, Y.P.Chen & C.L.Xiang
29. Paraphlomis myrioclada¨ J.C.Yuan, Y.P.Chen & C.L.Xiang
30. Paraphlomis nana¨ Y.P.Chen, C.Xiong & C.L.Xiang
31. Paraphlomis oblongifolia¨ (Blume) Prain
32. Paraphlomis octopus¨ Q.Fan, Y.P.Chen & Ying Liu; otkrivena 2024.
33. Paraphlomis parviflora¨ C.Y.Wu & H.W.Li
34. Paraphlomis patentisetulosa¨ C.Y.Wu ex H.W.Li
35. Paraphlomis paucisetosa¨ C.Y.Wu ex H.W.Li
36. Paraphlomis qingyuanensis¨ W.Y.Zhao, R.M.Wu & Q.Fan; otkrivena 2024.
37. Paraphlomis reflexa¨ C.Y.Wu & H.W.Li
38. Paraphlomis seticalyx¨ C.Y.Wu ex H.W.Li
39. Paraphlomis setulosa¨ C.Y.Wu & H.W.Li
40. Paraphlomis shunchangensis¨ Z.Y.Li & M.S.Li
41. Paraphlomis strictiflora¨ J.C.Yuan, B.Chen & C.L.Xiang
42. Paraphlomis subcoriacea¨ C.Y.Wu ex H.W.Li
43. Paraphlomis szechuanensis¨ (C.Y.Wu) J.C.Yuan, Y.P.Chen & C.L.Xiang; isključena 2024. iz roda Matsumurella
44. Paraphlomis tomentosocapitata¨ Yamam.
45. Paraphlomis tuberifera¨ (Makino) J.C.Yuan, Y.P.Chen & C.L.Xiang; isključena 2024. iz roda Matsumurella
46. Paraphlomis yangsoensis¨ (Y.Z.Sun) J.C.Yuan, Y.P.Chen & C.L.Xiang; isključena 2024. iz roda Matsumurella
47. Paraphlomis yingdeensis¨ W.Y.Zhao, Y.Q.Li & Q.Fan; otkrivena 2023.
48. Paraphlomis youyangensis¨ H.Jiang, R.B.Zhang & Tan Deng; otkrivena 2024.

## Sinonimi
- Ajugoides Makino; Bot. Mag. (Tokyo) 29: 280 (1915)
- Matsumurella Makino; Bot. Mag. (Tokyo) 29: 279 (1915)
- Pogonanthera H.W.Li & X.H.Guo; Acta Phytotax. Sin. 31: 266 (1993), nom. illeg.
- Sinopogonanthera H.W.Li; Acta Bot. Yunnan. 15: 346 (1993)